# 1009 Sirene
1009 Sirene är en asteroid i huvudbältet som upptäcktes den 31 oktober 1923 i Heidelberg av den tyske astronomen Karl Wilhelm Reinmuth, som ensam upptäckte nästan 400 asteroider. Dess preliminära beteckning var 1923 PE. Den blev sedan namngiven efter sirenerna i den grekiska mytologin.
Sirene tillhör de asteroider som korsar planeten Mars bana. Efter upptäckten 1923 förlorades den och återupptäcktes först 1982 på fotografier tagna med Schmidt-teleskopet vid Palomarobservatoriet.
Sirenes senaste periheliepassage skedde den 18 oktober 2021.